# NGC 3037
NGC 3037 је спирална галаксија у сазвежђу Хидра која се налази на NGC листи објеката дубоког неба.
Деклинација објекта је - 27° 0' 39" а ректасцензија 9h 51m 24,2s. Привидна величина (магнитуда) објекта NGC 3037 износи 13,1 а фотографска магнитуда 13,7. NGC 3037 је још познат и под ознакама ESO 499-10, MCG -4-24-2, AM 0949-264, PGC 28381.